# Татарський Василь
Василь Татарський (*28 листопада 1898, Мурафа — † 2 липня 1992, м. Мюнхен, Німеччина) — генерал-хорунжий (в еміграції), громадський діяч, один з основоположників Союзу Українських Ветеранів в Німеччині, та його голова від 1950 р.

## Життєпис

### Юні роки
Генерального штабу генерал-хорунжий Василь Татарський народився 28 лютого 1898 року в місті Мурафі на Поділлі.

### Російське військо
По закінченні 6 класів гімназії його покликано до російського війська. Після відбуття шестимісячного вишколу в 9-му Казанському драгунському полку, відкомандирований до школи прапорщиків в м. Горі на Кавказі, яку закінчив в грудні 1917 року. Пройшов з боями Льодовий похід Добровольчої армії під командуванням генерала Корнілова.

### Українське військо
В 1918 році повернувся в Україну і вступив до 4-го Бердичівського полку, з яким взяв участь у повстанні проти гетьмана. Від того часу служив в українській армії аж до її інтернування в Польщі в 1920 році. В Українській Армії спочатку належав до Північної дивізії Волинської групи, а у 1920 році, після повернення із Зимового походу, в якому брав теж участь, був приділений до Запорізької дивізії. Під час військової служби був спочатку на становищі командира сотні, а пізніше був командиром 1-го куреня в 2-му Берестейському полку.

### Найманець у польському війську
В таборі інтернованих в Каліші закінчив українську гімназію. Після закінчення гімназії, на пропозицію тодішнього Президента УНР в екзилі і міністра військових справ генерала Садовського, вступив 1926 р. до польської старшинської школи, та хоч вже мав рангу поручника, перед поляками її не виявив, бо тоді його не прийняли б до школи.
Після 3 років закінчив школу і був приділений до 57-го полку в Познані. В полку спочатку був командиром чоти, а після закінчення кулеметних курсів командиром сотні, а від 1936 року — командиром підстаршинської школи для кулеметників. В 1937 році вступив до Військової Академії у Варшаві, яку закінчив у 1939 році.
Під час польсько-німецької війни був начальником штабу групи полковника Мікося, яка провадила бої з наступаючими більшовиками на Поліссі і Волині.

### Дивізія «Галичина»
По капітуляції Польщі працював деякий час в українській установі довір'я в Берліні, а в січні 1942 року вступив, як сотенний, до «Шуцманшафту» — батальйону 204 в Дембіці.
В серпні 1944 року перенесений до Української дивізії «Галичина» на становище командира кулеметної сотні. В тому ж році брав участь в боях проти більшовицьких партизанів у групі Вільднера на Словаччині як сотенний 10-ї сотні 29-го полку. За ці бої одержав німецький залізний хрест 2-ї кляси.
Під час формування української армії генерал Шандрук призначив його начальником штабу протипанцерної бриґади, якою командував полковник Дяченко.

### Повоєнне життя
По закінченні війни Татарський жив в таборі ІРО в Новому Ульмі, і там брав участь в українському громадському житті. Головну свою увагу звернув на організацію бувшого українського вояцтва. Він був одним з основоположників Союзу Українських Ветеранів в Німеччині, та його головою від 1950 р.
Належав до вищої Військової Ради при уряді УНР, був членом Українського Національно-Державного Союзу, видавав журнал «Український Комбатант» і дописував до «Українських вістей», «Мети» і «Українського Слова» в Парижі. Видав також свої спомини під заголовком «Під чотирма прапорами».
Помер у липні 1992 року.

## Нагороди
- Залізний Хрест Зимового походу
- Хрест С. Петлюри
- Воєнний Хрест
- Хрест 60-ліття Українських Збройних Сил
- Хрест 1-ї Української Дивізії
- Залізний хрест 2-го класу (Третій Рейх) — за бої в Словаччині